# Aalreuse

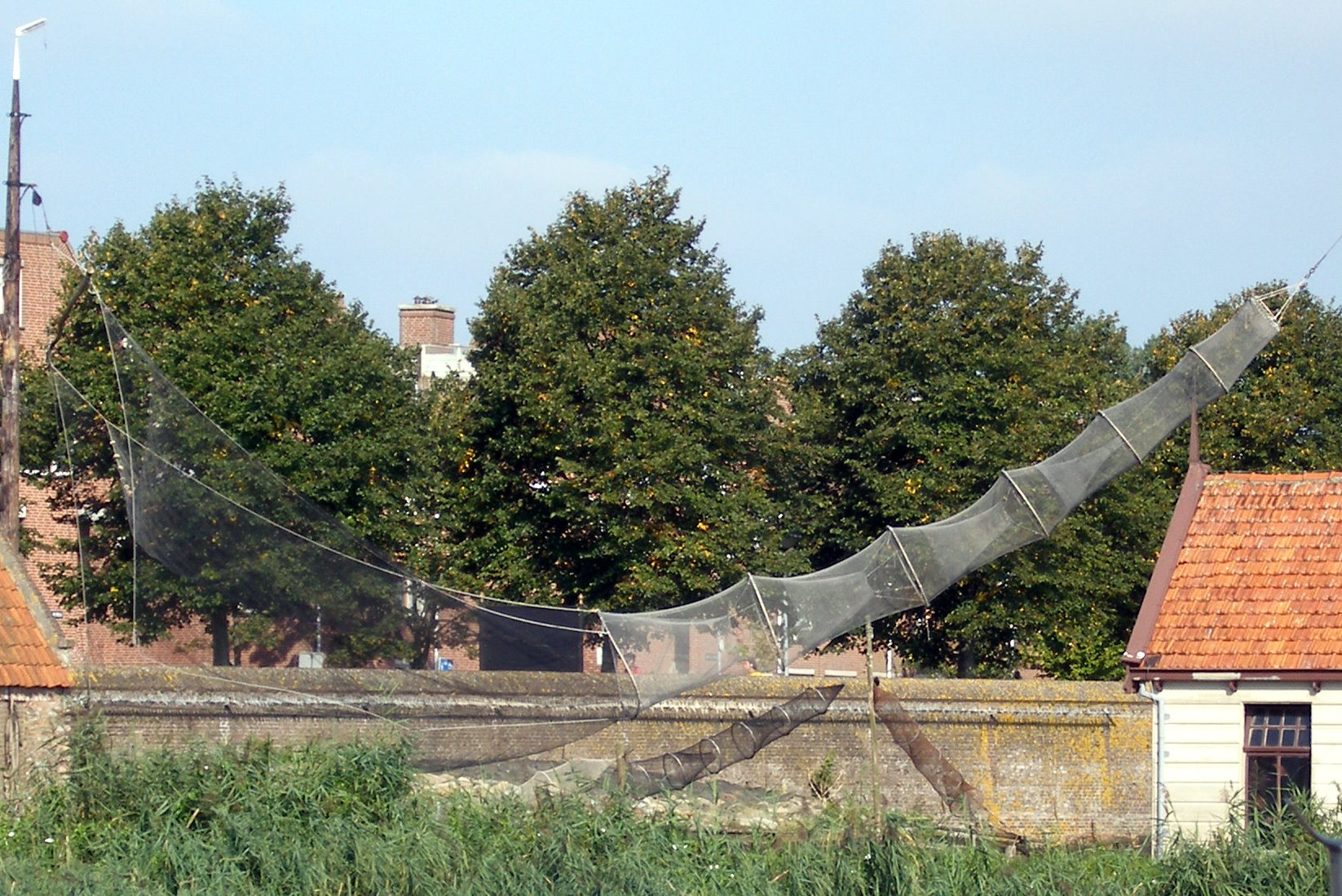
Aalreuse

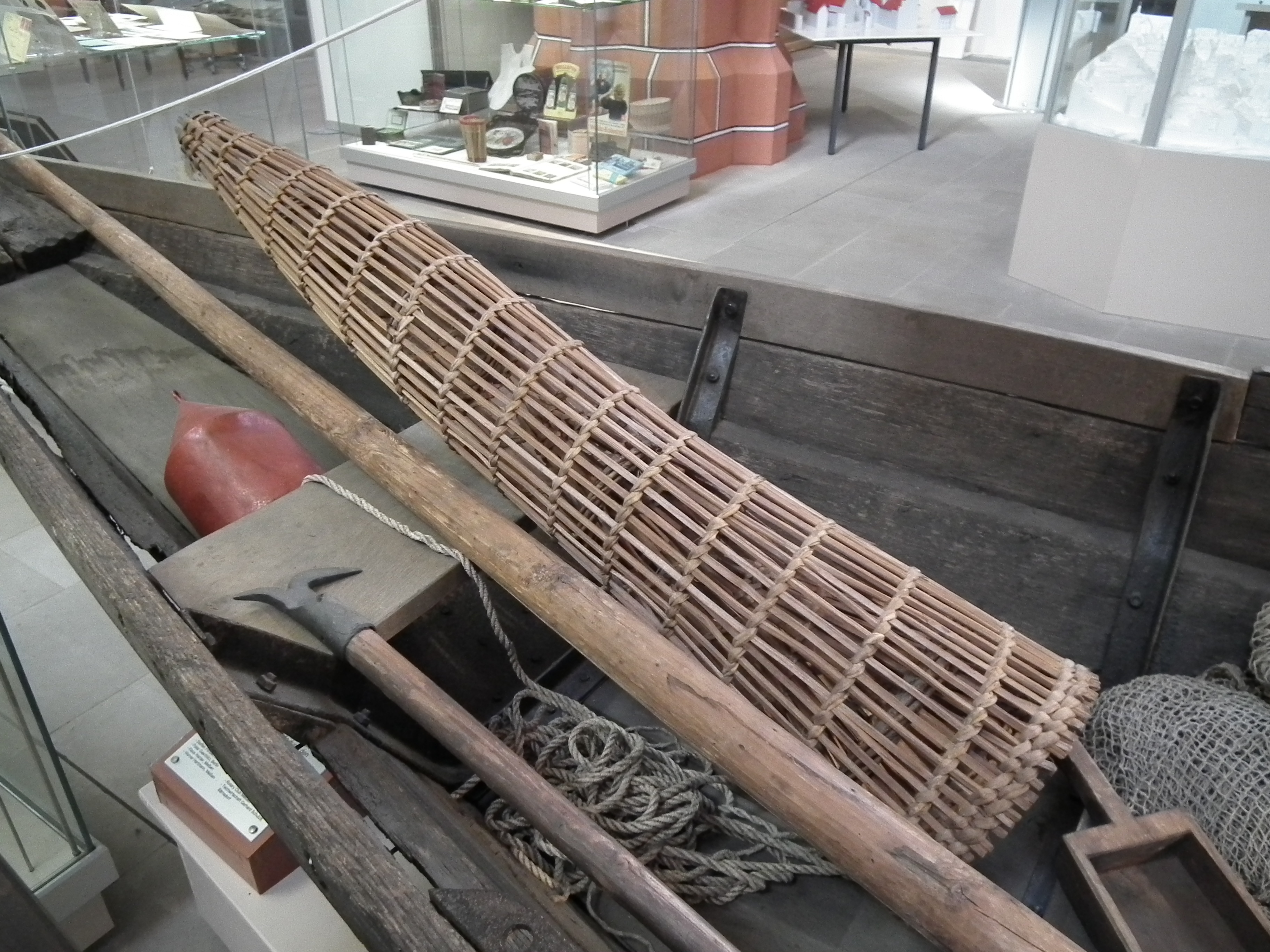
Aalkorb

Eine Aalreuse ist eine Reuse zum Fang von Flussaalen. Es gibt unterschiedliche Bauformen.
Ein einfaches reusenartiges Fanggerät ist der Aalkorb (Aalrohr), dessen wahrscheinlich älteste Form aus Weidenruten gefertigt wird. Diese Form ist unter anderem als Kübbe bekannt. Daraus wurden Aalreusen entwickelt, die aus mehreren Ringen aus stärkeren Weidenruten, Plastik oder Metall (Nirostastahl) bestehen und mit Netzgarn bespannt sind (Aalfuuk). An der Öffnung befindet sich, wie bei Reusen üblich, ein kegelartig ins Reuseninnere laufender Netztrichter, die Kehle. Meist sind mehrere Netzkammern mit Kehlen hintereinander angeordnet. Sie bilden sogenannte Aalkorbketten oder Säcke. Wenn ein Aal in die Reuse hineinschwimmt, findet er durch die schmalen hinteren Öffnungen nicht wieder hinaus. In die hinterste Kammer können Köder (z. B. Nacktschnecken mit Pfefferminz, Tauwürmer oder Muschelfleisch) gelegt werden.  Ähnliche Reusen werden auch zum Fang von Krebsen benutzt.
Bügelreusen werden vor allem in der Binnenfischerei, aber auch in der Küstenfischerei eingesetzt. Es gibt verschiedene Kombinationen beim Einsatz von ein oder mehreren Reusen mit Seitenflügeln und/oder Leitwehren, an denen die Fische zum Einlauf der Reusen geführt werden. Schwimmende Aalreusen werden meist mit einer Leine am Ufer befestigt und durch Gewichte sowie einen Schwimmer in der Strömung gehalten. Bei der Seen- und Küstenfischerei werden die Reusen an Stangen, sogenannten Staken, befestigt.
Großreusen, wie sie vor allem in der Ostsee eingesetzt werden, gingen aus großen Heringsreusen hervor. Sie dienen dazu, die im Herbst an den Küsten der mittleren und westlichen Ostsee abwandernden Blankaale abzufangen. Die größten Reusen sind die in Deutschland eingesetzten Kammer- oder Kumreusen und das ähnliche Bundgarn aus Dänemark. Diese können in Wassertiefen bis 12 Meter eingesetzt werden. Ihre Netzkammern sind unten geschlossen und nach oben offen. Die seitlichen Netzwände stehen senkrecht an Pfählen. Vor den Reusenöffnungen werden Leitwehre (Stellnetze) mit bis zu 2000 Meter Länge angeordnet.